# 1753 Mieke
1753 Mieke è un asteroide della fascia principale. Scoperto nel 1934, presenta un'orbita caratterizzata da un semiasse maggiore pari a 3,0136995 UA e da un'eccentricità di 0,0848094, inclinata di 11,37456° rispetto all'eclittica.
L'asteroide è dedicato alla moglie dell'astronomo olandese Jan Oort.